# Eduardo Leite
Eduardo Figueiredo Cavalheiro Leite (Pelotas, 10 de março de 1985) é um bacharel em direito e político brasileiro, filiado ao Partido Social Democrático (PSD). É o atual Governador do Rio Grande do Sul, cargo que ocupou de 2019 a 2022 e novamente desde 2023. Anteriormente, foi Prefeito de Pelotas de 2013 a 2017, cidade onde também foi vereador.
Leite iniciou sua carreira política no movimento estudantil, como presidente do Grêmio Estudantil de sua escola. Graduado pela Faculdade de Direito da UFPel, filiou-se ao PSDB e concorreu a vereador em 2004, obtendo a primeira suplência e assumindo a vaga após a cassação do vereador Cururu por realizar uma sessão de exorcismo na câmara municipal. Logo depois, integrou a administração municipal, primeiro como assessor e secretário interino e depois como chefe de gabinete nos governos de Bernardo de Souza e Fetter Júnior. Em 2008, foi eleito vereador e presidiu a Câmara Municipal de 2011 a 2013.
Após alcançar a suplência para a Assembleia Legislativa na eleição de 2010, Leite foi eleito prefeito de Pelotas em 2012, permanecendo no cargo durante quatro anos e sendo sucedido por Paula Mascarenhas, sua vice-prefeita. Na eleição de 2018, foi eleito governador do Rio Grande do Sul no segundo turno com 53% dos votos válidos, derrotando o governador José Ivo Sartori. Tornou-se assim um dos governantes mais jovens da história do estado e o primeiro governador brasileiro abertamente homossexual.
Em 2022, renunciou ao cargo de governador do Rio Grande do Sul para tentar disputar a Presidência da República, no entanto, foi candidato a um novo mandato como governador nas eleições estaduais. Qualificou-se ao segundo turno por apenas 2 mil votos de diferença do petista Edegar Pretto, enfrentando Onyx Lorenzoni. No segundo turno, recebeu 57% dos votos válidos, sendo o primeiro governador do Rio Grande do Sul a ser reeleito. Após a vitória, foi escolhido presidente nacional do PSDB, sucedendo Bruno Araújo e ocupando o cargo entre 26 de janeiro e 11 de setembro de 2023, quando foi afastado da presidência do partido por decisão do Tribunal de Justiça do Distrito Federal (TDJF) em primeira instância. A decisão também determinou a realização de novas eleições em até 30 dias.

## Família, juventude e educação

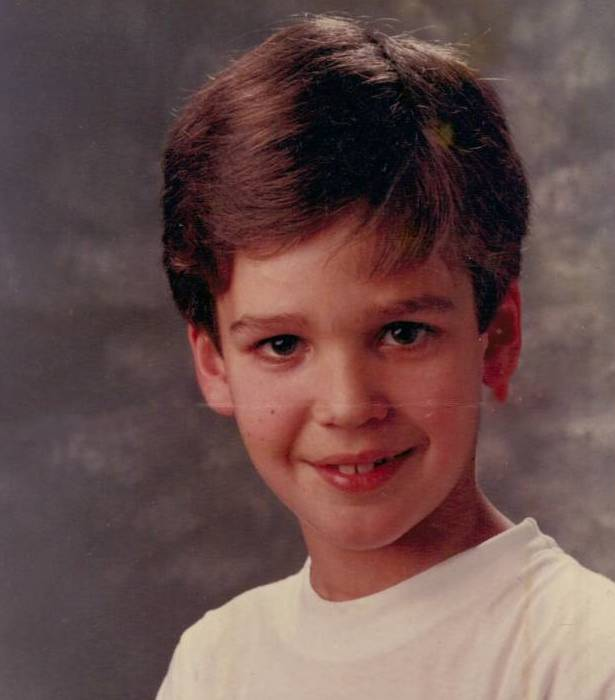
Eduardo Leite aos cinco anos de idade, em 1990

Eduardo Leite nasceu em 10 de março de 1985 em Pelotas, no sul do Rio Grande do Sul, sendo filho de Eliane Cavalheiro, professora de ciências políticas, e José Luiz Cavalheiro Leite, conhecido como Marasco, advogado que concorreu à Prefeitura de Pelotas em 1988, pelo PSDB, quando ficou na última colocação. O caçula de três irmãos, Leite era chamado de "Dudu" durante a infância.
Leite interessou-se pela política ainda durante a infância. Aos sete anos, assistia ao horário eleitoral gratuito e, durante a eleição presidencial de 1994, costumava visitar o comitê da campanha de Fernando Henrique Cardoso. No Colégio São José, foi escolhido representante de turma e presidente do Grêmio Estudantil.
Em 2002, após concluir o ensino médio, ingressou no curso de direito da Universidade Federal de Pelotas (UFPel). Em 2007, concluiu seu bacharelado em direito, tratando da improbidade administrativa no direito brasileiro em seu trabalho de conclusão de curso. Por não possuir registro no Conselho Federal da Ordem dos Advogados, conferido aos aprovados no exame da OAB, não pode exercer a advocacia. Posteriormente, estudou políticas públicas na Universidade Columbia, em Nova Iorque, e, quando de sua candidatura a governador, cursava mestrado em gestão pública na Fundação Getúlio Vargas.

## Início da carreira política

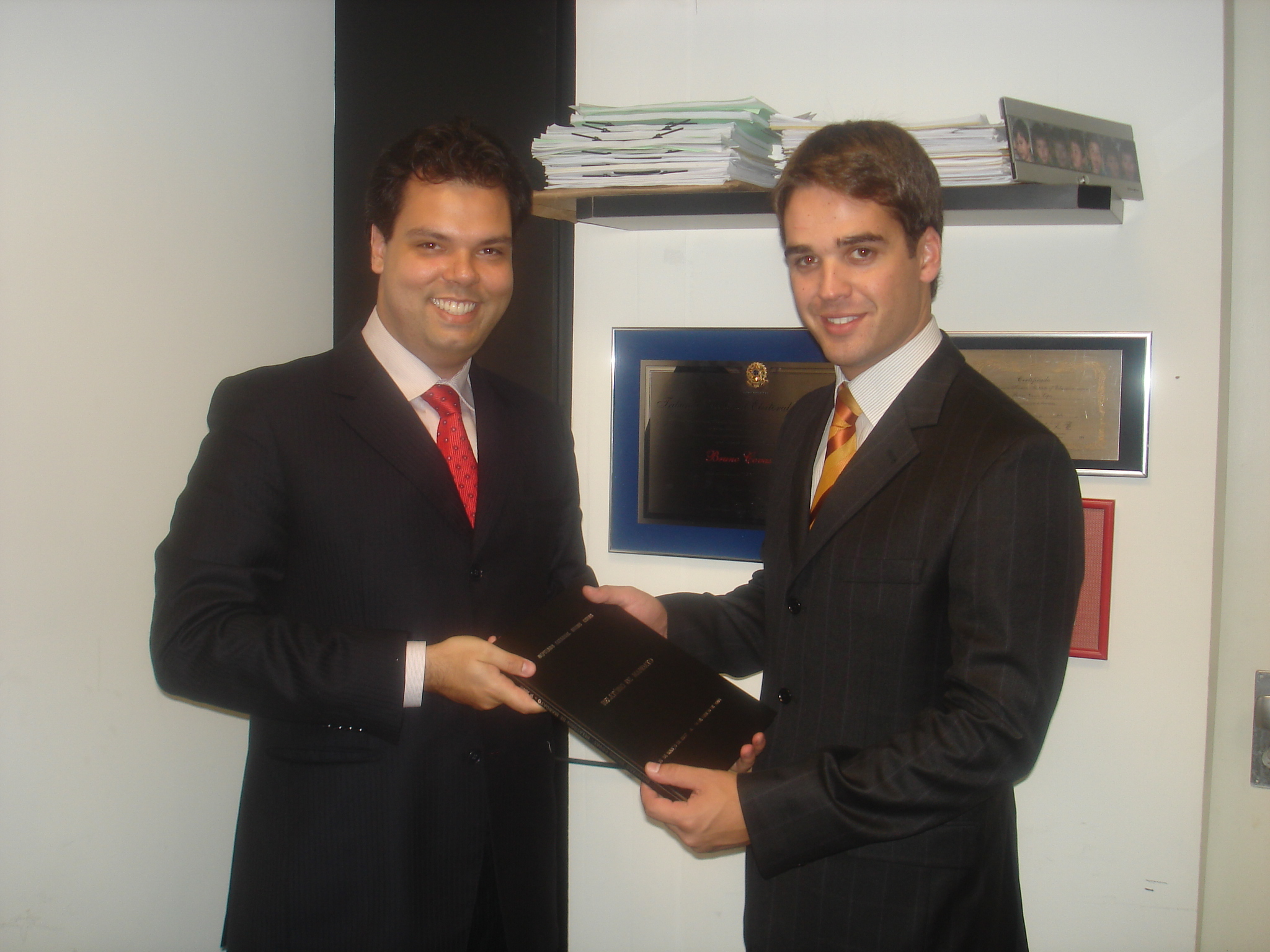
Leite e o deputado Bruno Covas, em 2009

Em 2001, Leite filiou-se ao Partido da Social Democracia Brasileira (PSDB). Na eleição de 2004, concorreu a vereador de Pelotas, obtendo 2 937 votos, resultado que lhe classificou como primeiro suplente. Posteriormente, convidado pelo prefeito Bernardo de Souza, presidiu o Conselho de Assistência Social e trabalhou como assessor e secretário interino da Secretaria Municipal de Cidadania. Na década de 1980, seu pai foi secretário de Bernardo; Leite alegou que sua indicação não foi política, mas pelo "reconhecimento" de seu trabalho.
Em 2006, Bernardo afastou-se do governo e o novo prefeito Fetter Júnior nomeou Leite seu chefe de gabinete. Nesta posição, afirmou que "todos os problemas da cidade antes de chegar às mãos dele [o prefeito] passavam pelas minhas mãos. E a minha tarefa era fazer os problemas chegarem menores ou mesmo nem chegarem."
Na eleição de 2008, Leite concorreu novamente ao cargo de vereador, sendo desta vez eleito com 4 095 votos. No Legislativo municipal, apresentou projetos de lei que versavam sobre transparência nos gastos públicos, como o Código de Ética da Câmara, e o da publicação e redução das diárias do legislativo. Integrante da base aliada de Fetter Jr., foi líder da bancada do PSDB e presidiu a Câmara Municipal de 2011 a 2013. Nas eleições estaduais de 2010, concorreu a uma vaga na Assembleia Legislativa do Rio Grande do Sul. Leite recebeu 21 372 votos, dos quais 18 526 eram provenientes de Pelotas, o que lhe rendeu a sexta suplência da coligação.

## Prefeito de Pelotas

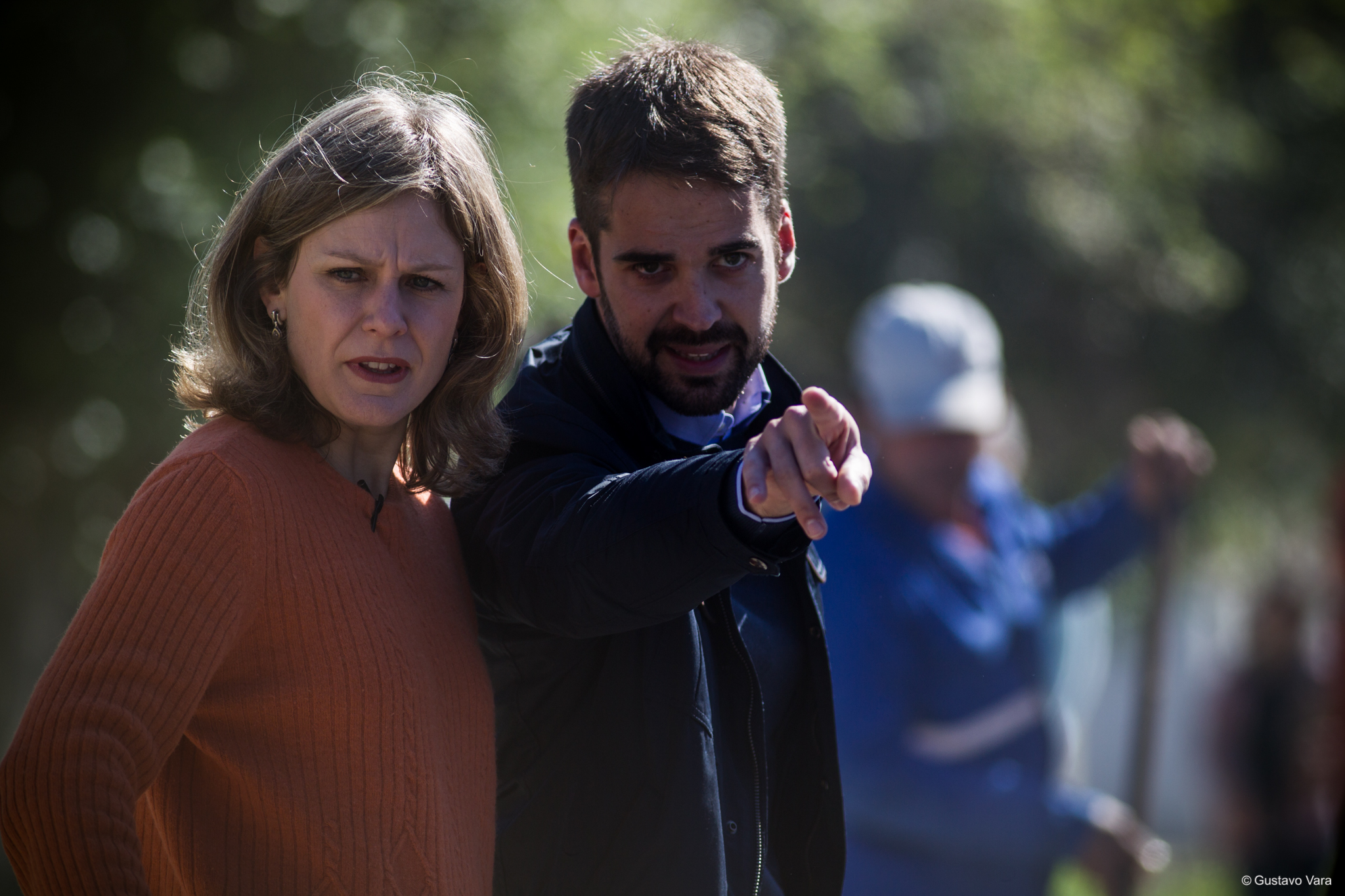
Leite e Paula Mascarenhas, a vice-prefeita durante seu governo e sua sucessora no cargo, em 2016

### Campanha eleitoral de 2012
Na eleição municipal de 2012, Leite candidatou-se a prefeito de Pelotas pela coligação Pelotas de Cara Nova. Com o apoio do prefeito Fetter Jr., conseguiu formar uma ampla aliança de partidos (PSDB, PR, PDT, PP, PPS, PRB, PSD e PTB), tendo como candidata a vice-prefeita a professora universitária Paula Mascarenhas, do PPS.
Durante a campanha, apresentou-se com um discurso de inovação, declarando que teria como prioridades em um eventual governo a saúde e a educação. Também contou com o apoio de líderes nacionais do PSDB, acreditando que era parte dos esforços de renovação do partido, e considerou o apoio do senador Aécio Neves como fundamental para obter fundos para sua campanha.
Inicialmente em terceiro nas pesquisas, passou para a primeira colocação em meados de setembro, com cerca de 33% das intenções de votos. No primeiro turno, recebeu 77 026 votos (39,89%), classificando-se para o segundo turno com Fernando Marroni (PT), deputado federal e ex-prefeito. Em 28 de outubro, foi eleito prefeito com 110 823 votos (57,15%).

### Governo
Em 1º de janeiro de 2013, Leite assumiu o cargo em uma cerimônia realizada na Praça Coronel Pedro Osório, tornado-se o prefeito mais jovem da história de Pelotas. Como prefeito, era responsável por administrar um orçamento superior a R$ 760 milhões. Entre as ações de seu governo, conseguiu financiamentos de mais de R$ 110 milhões destinados a obras de infraestrutura e reestruturação do sistema de mobilidade urbana.
Em 2016, inaugurou a primeira Unidade de Pronto Atendimento (UPA) da cidade, construída integralmente com recursos do município. Na educação, iniciou um programa que distribuía uniformes escolares e implementou novas tecnologias nas salas de aulas. O Índice de Desenvolvimento da Educação Básica (IDEB) municipal cresceu 23% entre as séries iniciais, de 3,9 para 4,7, e de 3,5 para 3,9 entre os alunos da oitava até a nona séries, embora com desempenho abaixo da meta estabelecida pelo Ministério da Educação.
Em maio de 2016, na mesma semana em que uma pesquisa indicou aprovação de 60% ao seu governo e, de igual modo, apontá-lo como principal nome para o pleito de 2016, Leite anunciou que não concorreria à reeleição, dando lugar à sua vice. Como justificativa, afirmou: "Sempre fui contra a reeleição. Não é agora, que ela em tese me beneficia, que vou mudar de ideia. Na política, é preciso ter coerência entre o discurso e a prática." A vice-prefeita Paula Mascarenhas, agora filiada ao PSDB, foi eleita no primeiro turno com 59,86% dos votos.

## Candidatura a governador em 2018

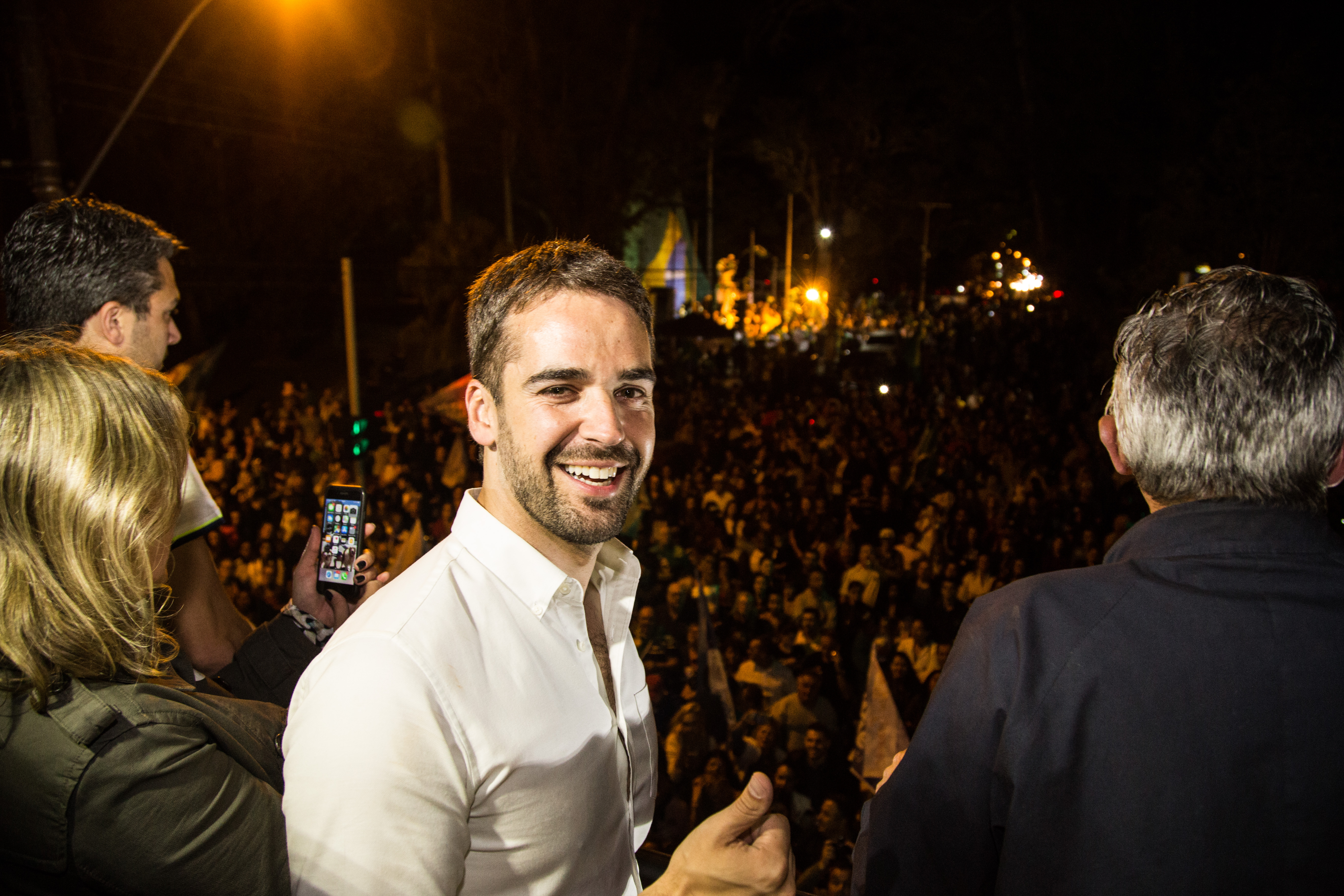
Leite comemorando sua eleição para o governo gaúcho, em 28 de outubro de 2018

Em 2017, Leite morou cinco meses nos Estados Unidos para estudar gestão publica na Universidade de Colúmbia. De volta ao Brasil, foi um dos onze jovens escolhidos para um encontro com o ex-presidente norte-americano Barack Obama. Em novembro de 2017, foi eleito presidente do PSDB gaúcho em uma convenção realizada pelo partido. Neste mesmo evento, foi escolhido como o pré-candidato do partido ao governo do Rio Grande do Sul para a eleição de 2018. Anteriormente, havia anunciado que seria candidato a deputado federal, e o governador José Ivo Sartori o considerava a melhor opção para integrar sua chapa, como candidato a vice-governador, em 2018.
No início de agosto de 2018, sua candidatura ao governo foi confirmada pelos tucanos, tendo ainda o apoio de PP, PTB, PRB, PPS, PHS e REDE, com o delegado Ranolfo Vieira Júnior (PTB) como candidato a vice. Ao longo da campanha, Leite apresentou-se como um político jovem e dinâmico, prometendo dar um ritmo mais acelerado para a resolução dos problemas do Estado, principalmente a crise financeira. Também foi criticado pelas denúncias de que exames preventivos de câncer de colo de útero teriam sido realizados por amostragem por uma empresa terceirizada em Pelotas. Em resposta, disse que não tinha conhecimento do caso que a suspeita não fora comprovada.
Em 7 de outubro, classificou-se para o segundo turno com Sartori; Leite recebeu 35,9% dos votos e o governador ficou com 31,1%, uma diferença de 286 mil votos a favor do tucano. Inicialmente hesitante, após sofrer pressões de partidos de sua coligação declarou um apoio crítico ao presidenciável Jair Bolsonaro para o segundo turno, mas não recebeu o apoio do PSL, que optou por Sartori, cujo apoio a Bolsonaro havia sido mais explícito. Em 28 de outubro, foi eleito governador com 53,62% dos votos válidos, recebendo 3,1 milhões votos, contra os 2,7 milhões de Sartori. No Sul do estado, Leite derrotou Sartori com larga vantagem; em Pelotas, o tucano obteve 90,3% dos votos. Sua vitória converteu-o no governador mais jovem do país e em um dos mais jovens da história gaúcha.

## Governador do Rio Grande do Sul

### Transição

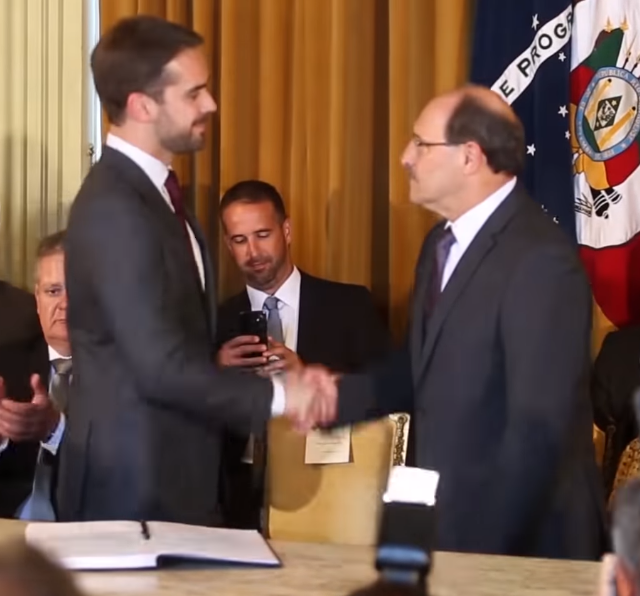
Leite cumprimentando o governador José Ivo Sartori em sua cerimônia de posse, em janeiro de 2019

Na eleição de 2018, os partidos que faziam parte da coligação majoritária de Leite obtiveram 18 das 55 cadeiras (33%) da Assembleia Legislativa, não conseguindo assim maioria absoluta parlamentar nem os 33 deputados necessários para mudanças constitucionais, mesmo contabilizando os partidos que o apoiaram no segundo turno. Durante o período de transição, a fim de expandir sua base parlamentar, Leite convidou partidos inicialmente da oposição para participarem do seu governo, conseguindo o apoio do MDB de Sartori (8 deputados), o PSB (3 deputados), o DEM (2 deputados) e o PR (2 deputados), mas não conseguiu o apoio do PDT. Consequentemente, obteve o apoio formal de 35 deputados na Assembleia Legislativa, o suficiente para realizar mudanças constitucionais.
Após definir a base aliada final de dezembro, Leite formou uma equipe de governo com 22 secretarias, cinco a mais que Sartori. Com um déficit esperado de R$ 6,9 bilhões para 2019, propôs um "pacto" para superar a crise e anunciou que não seria candidato à reeleição em 2022. Ainda antes da sua posse, a Assembleia aprovou por 40 votos a 10 a prorrogação das alíquotas mais altas do Imposto sobre Circulação de Mercadorias e Serviços (ICMS), considerado pelo governador eleito essencial para a salubridade das contas estaduais.

### 2019
Em 1º de janeiro de 2019, Leite foi empossado governador, pregando em seu discurso a convergência ao invés da "polarização inútil" e da "discórdia". Alegando ser mais econômico, passou a morar na ala residencial do Palácio Piratini, se tornando o primeiro governante gaúcho a residir na sede do executivo desde Olívio Dutra. As suas primeiras medidas como governador foram direcionadas ao controle de gasto estaduais e o aumento de sua eficiência. Por esse fim, apoiou a reforma da previdência do governo Bolsonaro, indo frequentemente à Brasília defender a inclusão dos estados e municípios na reforma. Em maio, instigada pelo governo, a Assembleia Legislativa derrubou a necessidade de se realizar o plebiscito para a privatização de algumas estatais, levando-a a considerar vender ações do Banrisul, porém recuou afirmando que "jamais venderia a qualquer preço" o banco estatal.

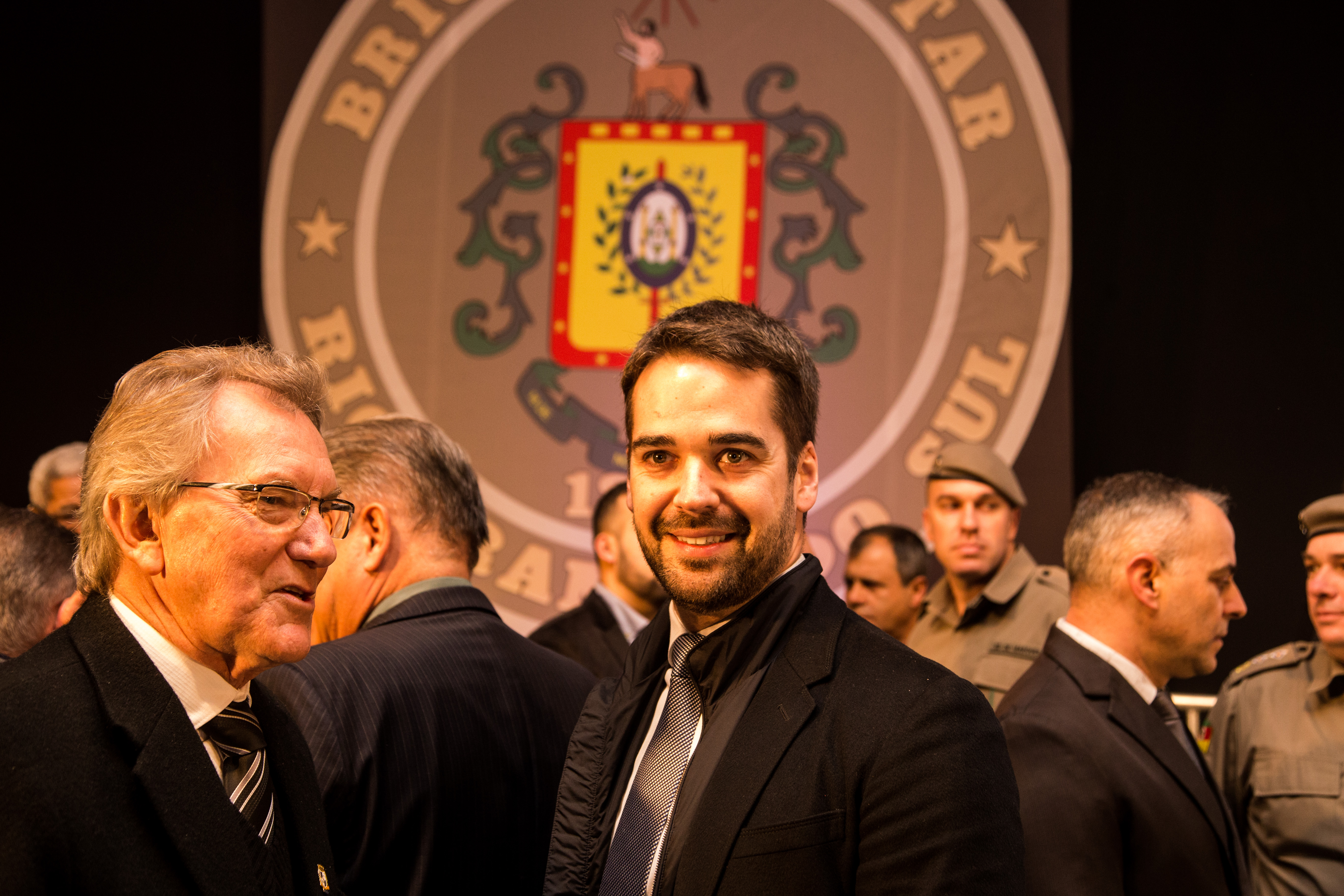
Leite, ao centro, durante formatura de brigadianos, em agosto de 2019

Durante esse período, Leite anunciou que pretendia enviar para o Legislativo um novo Código Ambiental que "conciliasse o empreendedorismo com a proteção ao meio ambiente." Em setembro, o secretário Artur Lemos Junior apresentou o projeto de lei ao Poder Legislativo Estadual contendo mais de 400 mudanças na legislação gaúcha. A oposição e alguns grupos ambientais afirmavam que a iniciativa se tratava de um retrocesso ambiental significativo. No entanto, após uma emenda abrangente das sugestões da base aliada ser incluída, o novo Código Ambiental foi aprovado por 37 votos a 11, com a lei sendo promulgada no início de 2020. A nova redação do Código alterou 480 pontos da redação antiga. Entre outras medidas, foram suprimidos os processos técnicos de licenciamento ambiental, permitindo agora o autolicenciamento dos pleiteantes por simples declaração, sem passar por análise técnica; dispensou os estudos prévios de impacto ambiental para programas de desenvolvimento governamentais de âmbito estadual ou municipal; deixou sem definição as regras de manejo das áreas de conservação permanente; foram permitidos diversos usos do solo da região do pampa sem necessidade de autorização do órgão ambiental; desobrigou o estado de manter bancos de germoplasma e desobrigou as empresas emissoras de poluentes atmosféricos prejudiciais à população de adotarem medidas de controle. Foi suprimido todo o capítulo que regulamentava o manejo das áreas de uso especial. Além disso, a nova lei revogou treze artigos do Código Florestal gaúcho, suprimindo as regras de manejo das florestas nativas, e revogando a Lei n.º 12.995, que assegurava o acesso público aos processos administrativos do Sistema Estadual de Informações Ambientais. Segundo o secretário estadual do ambiente, Artur Lemos, o objetivo da reforma foi modernizar a lei e, enquanto protege o ambiente, pretende tornar o estado um local mais atraente para investimentos econômicos e aproximá-lo dos outros mercados.
Na segunda metade de 2019, Leite continuou a negociação com o Governo Federal para a adesão ao regime de recuperação fiscal, apresentando um plano para economizar 63 bilhões de reais em seis anos sem precisar vender o Banrisul por meio da revisão de incentivos fiscais. Também chegou a anunciar o pagamento mais cedo do Imposto sobre a propriedade de veículos automotores (IPVA) para ajudar as contas do estado, mas recuou nessa medida. Em novembro, anunciou um pacote de medidas, chamado de "Reforma RS", contendo oito projetos que alteravam as regras do funcionalismo público, visando economizar mais de 25 bilhões de reais em dez anos. Com esse anúncio, o PSL inicialmente decidiu pela saída da base aliada, julgando que as mudanças eram muito duras com os servidores da saúde, educação e segurança pública; outros partidos, incluindo alguns da base aliada, também se mostraram céticos às mudanças, com o presidente da ALERS, Luís Augusto Lara, sugerindo que o governador retirasse a urgência de um projeto do pacote.
A reforma do funcionalismo mudou o estatuto e o plano de carreira dos servidores, e alterou a remuneração e a aposentadoria de algumas categorias. As mudanças propostas desencadearam uma ampla movimentação dos servidores contra o projeto. A Frente de Servidores Públicos, entidade que agrega mais de 30 entidades classistas, promoveu passeatas de protesto e greves em várias categorias foram programadas. Segundo os seus críticos, a proposta causaria "o achatamento da carreira, a perpetuação do congelamento dos salários e o confisco de dinheiro de aposentados". Mais de 60 Câmaras de Vereadores do estado aprovaram moções de repúdio aos projetos de Leite.

### 2020

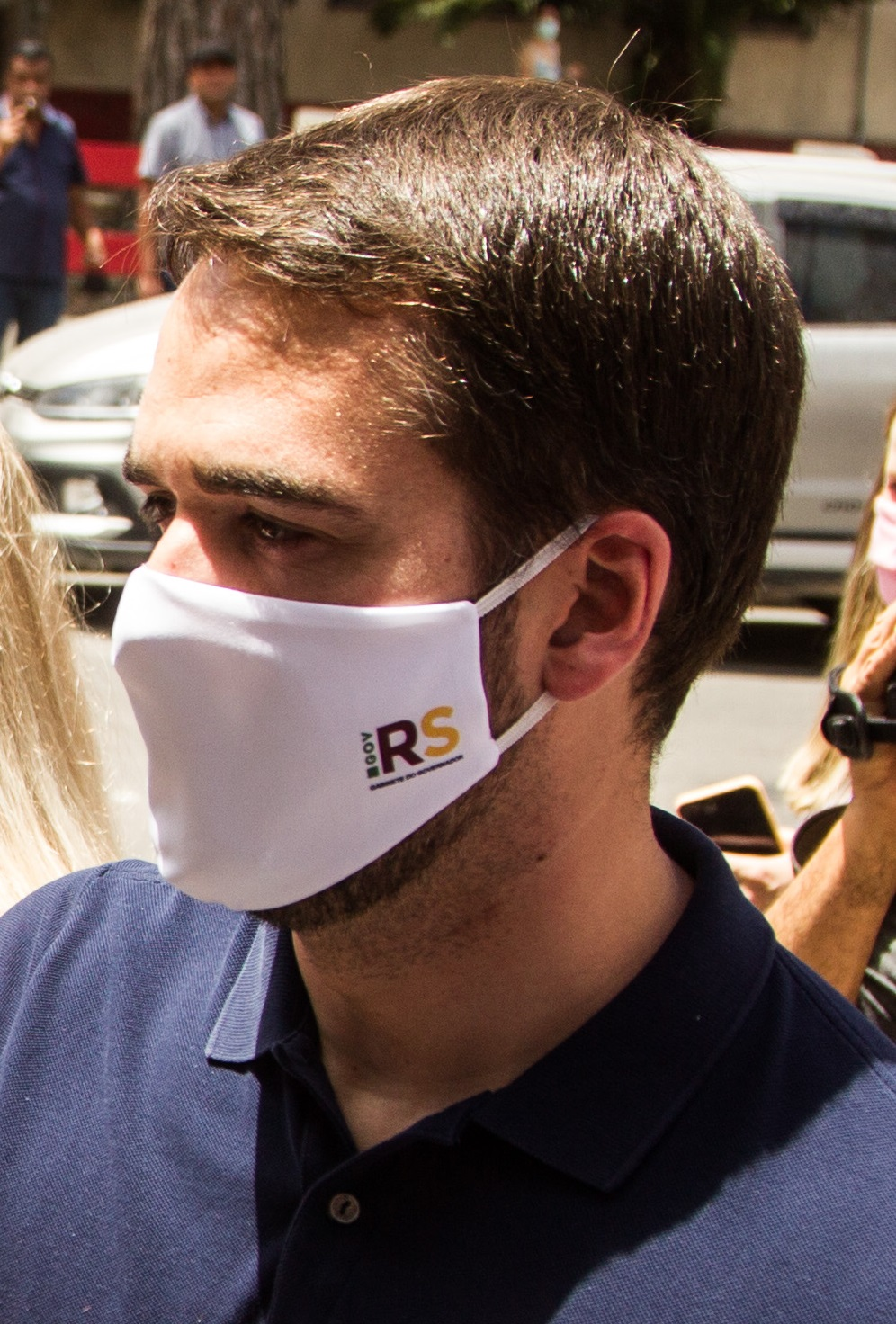
Leite usando máscara, em novembro de 2020, durante a pandemia de COVID-19

No final de janeiro de 2020, após longas negociações com os sindicatos e outros grupos políticos, foi convocada um sessão extraordinária e a Assembleia Legislativa aprovou em primeiro turno a PEC da "Reforma RS" por 35 votos a 16, bem como outras medidas do pacote, com a exceção das mudanças na previdência dos militares estaduais, adiadas. Essa votação foi amplamente considerada uma vitória do governo. No entanto, o líder parlamentar do PT, Luiz Fernando Mainardi, afirmou que a vitória governista era esperada. Após essa sessão, Leite anunciou, como parte do acordo para aprovar o "Reforma RS", que as alíquotas extraordinariamente altas do ICMS não seriam renovadas a partir de 2021. Também não aceitou o desafio do presidente Bolsonaro de zerar o combustível no ICMS, afirmando que seria fiscalmente inviável.
Seus atritos com o funcionalismo ressurgiram quando Eduardo Leite defendeu a redução dos salários dos servidores públicos, alegando que "todos estão no mesmo barco" e que "não é razoável que haja uma categoria blindada dos efeitos dessa crise". Suas declarações foram rebatidas por vários representantes de classe. Por exemplo, a presidente do Sindicato dos Professores, Helenir Aguiar Schurer, disse que "não bastasse ele ter retirado direitos dos trabalhadores, ele ainda tenta jogar a sociedade do Rio Grande do Sul contra os servidores estaduais que são aqueles que estão lá na ponta, prestando serviço sem nenhum privilégio". Angela Antunes, diretora do Sindicato dos Servidores de Nível Superior, disse que "o governador Eduardo Leite tem utilizado a velha política de colocar a sociedade contra o servidor público, escondendo que a mais atingida pelo sucateamento dos serviços públicos é a própria população".
Durante a pandemia de COVID-19, Leite defendeu o distanciamento social, decretando calamidade pública e adotando inicialmente medidas que visavam restringir a circulação de pessoas; consequentemente, o transporte coletivo de pessoas foi limitado, assim como os serviços de comércio, incluindo o fechamento de shopping centers, e serviços públicos, como a suspensão das aulas em escolas e universidades. O governador criticou a postura "radical" do presidente Bolsonaro diante da crise sanitária, declarando, em março: "É urgente encontrar alternativa ao confinamento. Mas não se faz isso com ataques à ciência e cautela médica mundialmente estabelecidas. Não deixamos de olhar economia/empregos. Mas não assistiremos inertes a uma doença se alastrar. Protege-se: 1) a vida; 2) os empregos. Nesta ordem."
Em abril de 2020, Leite comunicou o corte de 30 por cento no próprio salário, pelos próximos três meses, em razão dos impactos da pandemia no Rio Grande do Sul. No mesmo mês, anunciou o desenvolvimento do "distanciamento controlado", um programa de gestão da crise que previa um sistema de bandeiras (amarela, laranja, vermelha e preta) para as regiões do estado que, conforme a evolução da doença, determinava quais protocolos obrigatórios e critérios específicos aquela região deveria obedecer. Até o início de dezembro, o estado registrou 6,9 mil mortos em decorrência da doença, com 331 mil casos confirmados; o próprio Leite testou positivo para coronavírus em julho, sendo assintomático. O índice de mortalidade do Rio Grande do Sul para cada 100 mil habitantes era de 62,4, inferior aos 83,7 do país, mas superior aos demais estados do Sul (Paraná, com 55,6, e Santa Catarina, com 55).

### 2021
Em fevereiro, Leite anunciou sua pré-candidatura para a nomeação do PSDB à presidência da República na eleição de 2022. No mesmo mês, anunciou a privatização da Corsan, apresentando uma PEC para remover a necessidade de plebiscito para desestatizar a estatal. Em julho, declarou que vetaria o projeto de ensino doméstico aprovado pela Assembleia Legislativa, argumentando que o projeto seria inconstitucional, devendo ser regulado a nível federal.
A CEEE-D foi leiloada em março de 2021 para a Equatorial Energia pelo valor de 100 mil reais, o valor foi o dobro do mínimo exigido e incluiu a transferência de passivos bilionários.
Em julho, em entrevista para o programa Conversa com Bial, na condição de presidenciável, Leite falou sobre sua orientação sexual, assumindo-se publicamente homossexual pela primeira vez. Deste modo, tornou-se o primeiro governador brasileiro abertamente LGBT. Naquele momento, manifestou-se: "Eu sou gay, eu sou gay e sou um governador gay. Não sou um gay governador, tanto quanto Obama nos EUA não foi um negro presidente. Foi um presidente negro. E tenho orgulho disso. Não trouxe esse assunto, mas nunca neguei ser quem eu sou. Nunca criei um personagem." Em pouco tempo após a entrevista ao jornalista Pedro Bial, Eduardo Leite confimou estar namorado o médico pediatra Thalis Bolzan, com quem oficializou uma união estável no final de 2023.
Em julho, a CEEE-T foi vendida em um leilão para a CPFL pelo valor de R$ 2,6 bilhões de reais.
Em outubro, a Sulgás foi privatizada em leilão por R$ 927 milhões, sendo arrematada pela Compass, do grupo Cosan.
Em novembro, Leite foi derrotado nas prévias do PSDB pelo governador paulista João Doria. Um total de 29.360 filiados participaram do processo, sendo que Doria recebeu 53,99% dos votos, enquanto Leite atingiu 44,66%.
Em dezembro, Leite conseguiu a aprovação de duas novas medidas polêmicas. A primeira foi o reajuste do piso salarial do magistério, com reposições variando de 5,5% a 32%, conforme a categoria, o que foi considerado pouco pelos professores, em vista da perda inflacionária muito maior ao longo de anos, além de retirar parte do aumento da parcela autônoma do salário composta por vantagens de carreira já recebidas regularmente. A segunda foi o estabelecimento de um teto de gastos do estado para os próximos dez anos, parte de seu projeto de redução de despesas, criticado por poder representar uma ameaça ao crescimento e por poder gerar recessão econômica e sucateamento dos serviços públicos. Para o presidente da CUT-RS, Amarildo Cenci, "o teto de gastos cai, na realidade, nas costas dos trabalhadores e no custeio dos serviços públicos". No dia 28 o governador protocolou um pedido de adesão ao Regime de Recuperação Fiscal da Secretaria do Tesouro Nacional, que permitirá a renegociação da dívida do estado.

### Renúncia
No dia 28 de março de 2022, em entrevista coletiva concedida no Palácio Piratini, Leite anunciou que renunciaria ao cargo de governador para buscar concorrer à presidência da República. Além da saída do cargo, reafirmou sua permanência no PSDB e os diálogos para buscar uma "solução nacional":

— Não contem comigo para dispersar candidaturas. Não é sobre um projeto pessoal, é sobre o Brasil."

Todavia, a candidatura à presidência não se concretizou, motivo por que Leite candidatou-se novamente ao Governo do Rio Grande do Sul.

## Candidatura a governador em 2022

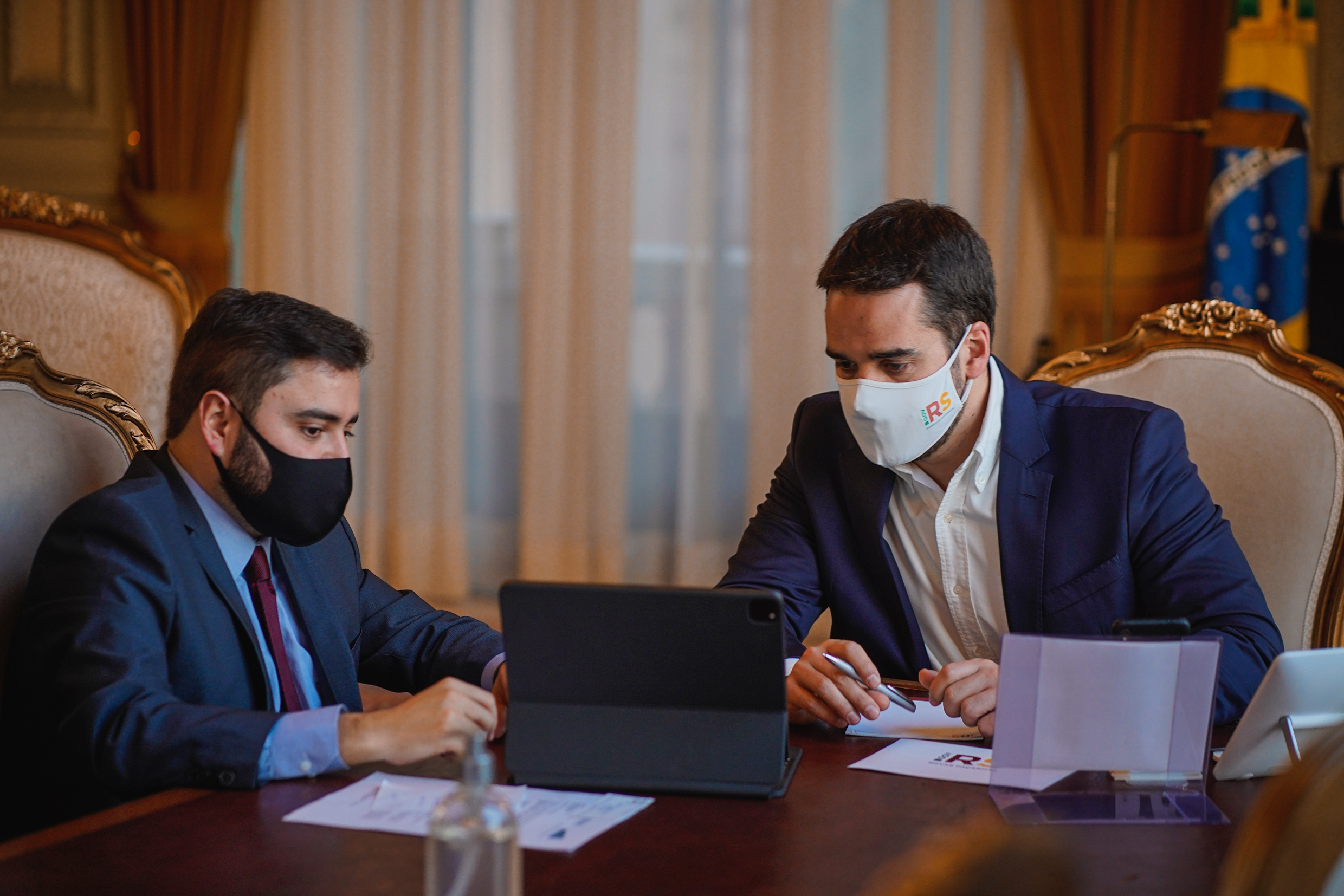
Eduardo Leite com Gabriel Souza, futuro vice-governador do Rio Grande do Sul

Após afirmar "é um compromisso, não serei candidato à reeleição", diante de uma tentativa mal sucedida de se consolidar como candidato à presidência, Leite anunciou sua pré-candidatura para reeleição ao cargo de governador do Rio Grande do Sul, justificando que, com a renúncia prévia ao cargo, não estaria concorrendo com o controle da máquina do Estado nas mãos. Leite havia previamente criticado o mecanismo de reeleição. Havendo retirado sua candidatura à presidência, apoiou João Doria e, mais tarde, Simone Tebet.
Apesar do MDB ter participado durante todo seu governo, o seu forte histórico no Rio Grande do Sul fez com que preferissem ter candidatura própria para Governador. Após o cancelamento das prévias e a desistência de Alceu Moreira, o ex-presidente da Assembleia Legislativa Gabriel Souza foi escolhido como pré-candidato a governador. Com o apoio do PSDB à Simone Tebet, o MDB Nacional passou a fazer pressão para que o MDB-RS apoiasse Leite. Durante a convenção partidária, por margem apertada, o MDB votou para apoiar a candidatura de Eduardo Leite e indicar Gabriel Souza como seu vice.
No Rio Grande do Sul, União Brasil é composto majoritariamente por ex-membros do PTB, partido que integrou parte do primeiro Governo Leite. Inicialmente, eles condicionaram o apoio à reeleição de Eduardo Leite por escolherem seu vice-governador e, após Gabriel Souza ter sido, rediscutiram o apoio do Leite e cogitaram o apoio a Onyx Lorenzoni. Após debate interno, União Brasil confirmou que iriam integrar a coligação de Leite e Gabriel Souza.
Durante a eleição, as pesquisas indicavam uma forte polarização entre Eduardo Leite e Onyx Lorenzoni, com o petista Edegar Pretto estando em um distante terceiro lugar, o avanço da campanha fez com que Leite aumentasse sua vantagem perante Onyx, chegando a ficar no limiar de ganhar em primeiro turno. No entanto, no resultado do primeiro turno, Onyx foi o candidato mais votado com 37,5% com Leite indo ao segundo turno por 26,81%, meros dois mil votos acima de Edegar Pretto, que foi muito melhor que as pesquisas esperavam.
Após os resultados de segundo turno, os partidos PSB, PDT e Solidariedade declararam apoio à sua candidatura, porém, após Leite recusar a declarar apoio explícito a Lula, o PT apenas recomendou que seus filiados não votassem em Onyx. Políticos de esquerda como os ex-governadores Tarso Genro e Olívio Dutra, assim como a ex-deputada federal Manuela d'Ávila apoiaram Eduardo Leite e, após deliberações internas e alguns compromissos programáticos, o PT mudou sua posição para declarar voto crítico a Leite, destacando seu compromisso com a democracia e visando evitar o que consideraram "atraso bolsonarista".
No começo do segundo turno, Onyx Lorenzoni aparecia liderando as pesquisas para governador, porém diversas gafes aplacaram suas campanha. No horário eleitoral gratuito, Onyx afirmou que buscava ser eleito para "dar ao Rio Grande do Sul uma primeira-dama de verdade", afirmação considerada por muitos homofóbica. Durante o debate organizado pela Federasul, o candidato do PL recusou a responder sobre seu plano sobre o Regime de Recuperação Fiscal nove vezes, fato que virou meme, com muitos internautas comparando o momento a Chaves. Lorenzoni também afirmou que não tomou vacina da COVID-19, justificando por afirmar que "melhor vacina que existe é pegar a doença".
Eduardo Leite ganhou a eleição com 57,12% dos votos válidos, tornando-se o primeiro governador na história do Rio Grande do Sul a ser reeleito.

## Segundo mandato como governador do Rio Grande do Sul
Após sua vitória, foi composto uma equipe de transição chefiada pelo vice Gabriel Souza, ela é integrada pelos partidos de sua coligação e PDT, PSB e Solidariedade, que sinalizaram apoio à reeleição de Leite no segundo turno. Mais tarde, Eduardo Leite convidou o PP, que apoiou Onyx Lorenzoni no segundo turno, para integrar seu governo novamente.
Em 2023, apresentou projeto de aumento do ICMS. Após receber críticas de setores diversos, o governo afirmou que, caso o aumento não fosse aprovado, emitiria decretos que aumentariam os impostos sobre a cesta básica, o que foi criticado pela oposição como "chantagem". Mediante resistência da câmara, o governo retirou o projeto de aumento do ICMS votação e emitiu decretos que aumentam os impostos sobre a cesta básica. Os decretos obtiveram apoio de sindicatos de funcionários públicos, e críticas da Fiergs. Adiadas em primeiro de abril, as medidas passaram a valer em primeiro de maio, causando aumento no preço dos produtos da cesta básica já nos primeiros dias de maio. O decreto acabou revogado em 14 de maio, após suspensão do pagamento da dívida federal do estado por três anos.
Ainda nos primeiros dias de maio, esteve à frente do governo estadual durante as maiores enchentes da história do estado, decretando estado de calamidade pública.

## Presidência Nacional do PSDB
Foi anunciado como presidente do PSDB no dia 29 de novembro de 2022, após se reeleger governador do Rio Grande do Sul. Assumindo oficialmente no dia 27 de janeiro de 2023, após Bruno Araújo antecipar a saída.

## Desfiliação do PSDB e filiação ao PSD
Em abril de 2025, Leite anunciou que se desfiliaria do Partido da Social Democracia Brasileira (PSDB), após 24 anos de filiação. No mês seguinte, em 9 de maio, Leite oficializa a sua filiação ao Partido Social Democrático (PSD) em ato formal no gabinete da direção nacional do partido, em São Paulo. O evento foi articulado por Gilberto Kassab, presidente nacional do partido. Em discurso durante o evento, Leite afirmou que busca: "fazer política da forma que eu acredito, a favor do meu povo, do meu Estado e para o Brasil não é olhando o juízo de conveniência para como que na próxima eleição vai ser melhor, para onde os ventos estão soprando [...] quero o melhor para o meu país a partir da política bem feita e vejo isso aqui no PSD".

## Posições políticas

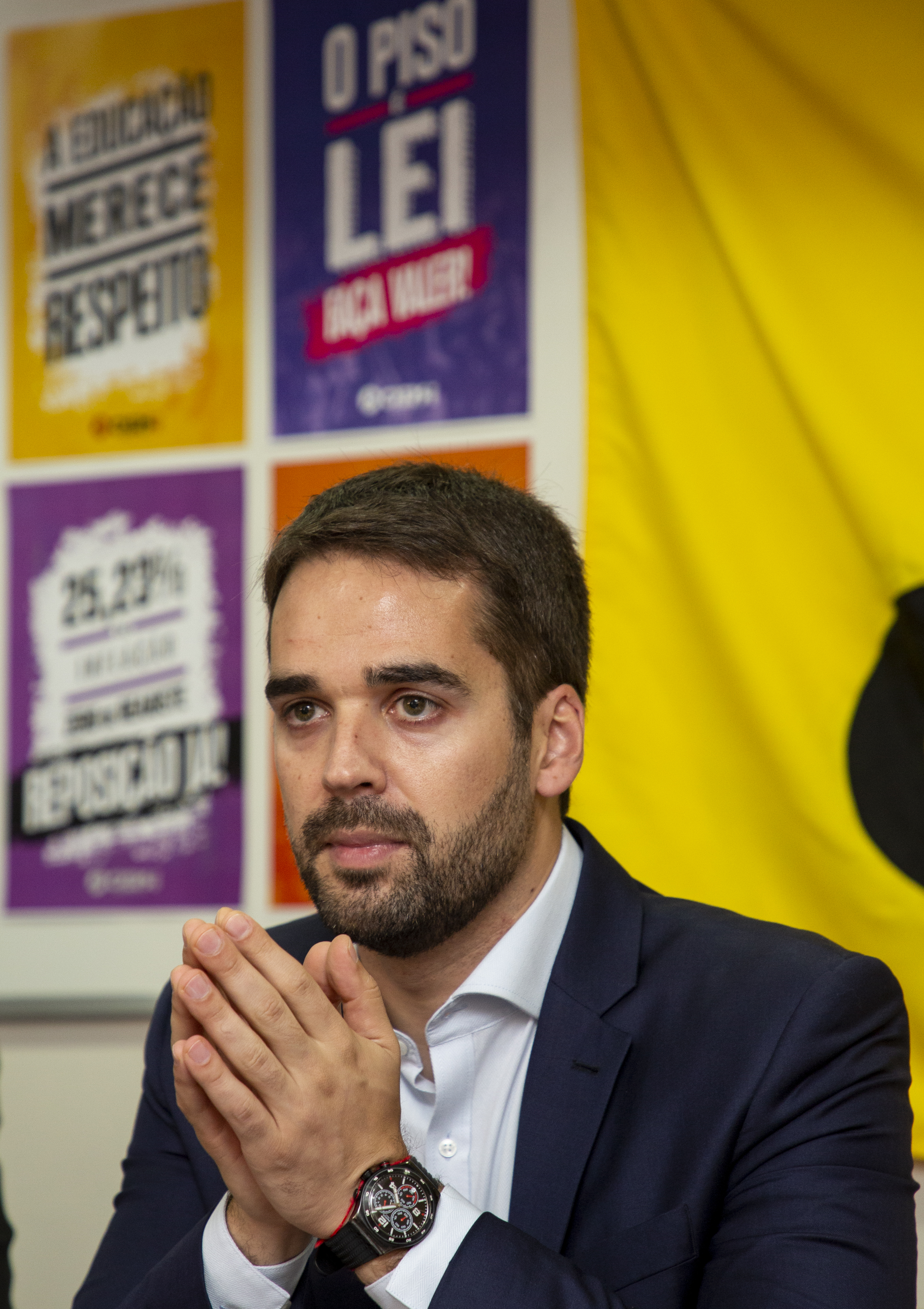
Leite durante reunião no CPERGS, em fevereiro de 2019

Leite afirmou identificar-se com a social-democracia e o liberalismo, defendendo que o Estado tenha um papel de regulação e promoção social como forma de lidar com a desigualdade social, mas "com um movimento de maior participação do setor privado" para propiciar a dinâmica da economia e apoiar o empreendedorismo. Também se autodeclarou "progressista nos costumes", criticando o conservadorismo cultural.
Em 2012, defendeu o casamento entre pessoas do mesmo sexo e a descriminalização da maconha, sendo reticente em relação à descriminalização do aborto, por temer que isso pudesse resultar na "irresponsabilidade das pessoas na geração de um novo ser humano". Manifestou-se contrariamente ao acesso a armas para "cidadãos comuns nas cidades", citando a ocorrência de crimes ligados a questões passionais, ainda que defendesse que os moradores do campo pudessem ter uma "atenção diferenciada" por estarem mais distantes da proteção das forças de segurança.
Em 2021, declarou apoio à implementação do parlamentarismo no Brasil e defendeu uma reforma política que reduzisse o número de partidos. Em 2020, também declarou ser contrário à reeleição para o mesmo cargo político, porém mudou de opinião e se candidatou novamente ao governo do Rio Grande do Sul, em 2022.

## Desempenho em eleições
| Histórico eleitoral de Eduardo Leite | Histórico eleitoral de Eduardo Leite | Histórico eleitoral de Eduardo Leite | Histórico eleitoral de Eduardo Leite | Histórico eleitoral de Eduardo Leite                  | Histórico eleitoral de Eduardo Leite | Histórico eleitoral de Eduardo Leite | Histórico eleitoral de Eduardo Leite | Histórico eleitoral de Eduardo Leite |
| Ano                                  | Eleição                              | Cargo                                | Partido                              | Coligação                                             | Votos                                | %                                    | Resultado                            | Ref.                                 |
| ------------------------------------ | ------------------------------------ | ------------------------------------ | ------------------------------------ | ----------------------------------------------------- | ------------------------------------ | ------------------------------------ | ------------------------------------ | ------------------------------------ |
| 2004                                 | Municipal de Pelotas                 | Vereador                             | PSDB                                 | Mais Pelotas (PSDB/PFL)                               | 2.937                                | 1,53                                 | Suplente                             | [ 183 ]                              |
| 2008                                 | Municipal de Pelotas                 | Vereador                             | PSDB                                 | Aliança com o Povo (PSDB/PHS/PTC)                     | 4.095                                | 2,15                                 | Eleito                               | [ 184 ]                              |
| 2010                                 | Estadual do Rio Grande do Sul        | Deputado Estadual                    | PSDB                                 | Grande Rio Grande (PSDB/PRB/PSL/PSC/PPS/PHS/PTdoB)    | 21.372                               | 0,34                                 | Suplente                             | [ 185 ]                              |
| 2012                                 | Municipal de Pelotas                 | Prefeito                             | PSDB                                 | Pelotas de Cara Nova (PSDB/PR/PDT/PP/PPS/PRB/PSD/PTB) | 110.823                              | 57,15                                | Eleito 2º turno                      | [ 186 ]                              |
| 2018                                 | Estadual do Rio Grande do Sul        | Governador                           | PSDB                                 | Rio Grande da Gente (PSDB/PTB/PP/PRB/PPS/REDE/PHS)    | 3.128.317                            | 53,62                                | Eleito 2º turno                      | [ 187 ]                              |
| 2022                                 | Estadual do Rio Grande do Sul        | Governador                           | PSDB                                 | Um Só Rio Grande (PSDB/MDB/UNIÃO/PSD/PODE/Cidadania)  | 3.687.126                            | 57,12                                | Eleito 2º turno                      | [ 188 ]                              |